# 石羊镇 (安岳县)
石羊镇，是中华人民共和国四川省资阳市安岳县下辖的一个乡镇级行政单位。2019年12月，撤销顶新乡和瑞云乡，将其所属行政区域划归石羊镇管辖。

## 行政区划
石羊镇下辖以下地区：
金羊社区、紫竹社区、山林村、红楼村、西坝村、宝珠村、金鼓村、三银村、普庆村、凡水村、龙柳村、花园村、幺店村、启元村、红岸村、光辉村、油坪村、双柳村、华严洞村、赤云村、毫子村、石包村、长沟村和犁树村。